# La Palissada

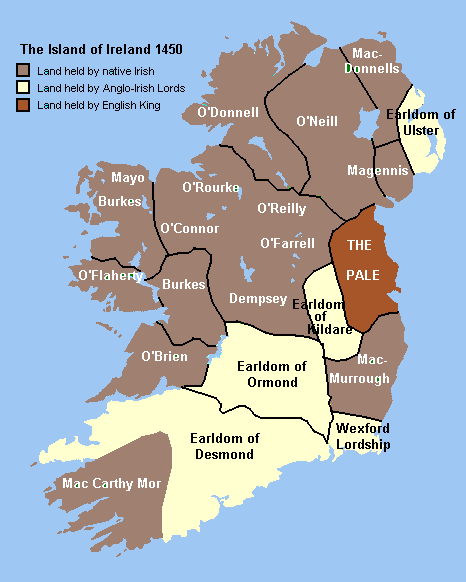
La zona que comprenia An Pháil en 1450.

La Palissada (anglès English Pale o The Pale, gaèlic irlandès An Pháil o An Pháil Sasanach) és el nom que va rebre la regió fortificada que construïren els colonitzadors anglesos a la darreria del segle xv als voltants de Dublín a l'efecte de protegir-se contra la incursió dels nadius irlandesos. Amb una extensió de 20 milles, abastava des del sud a Dalkey, fins a una guarnició aquarterada a Dundalk, al nord de Drogheda. La frontera interior arribava fins a Leixlip (Kildare, aleshores dominat pel duc de Leinster), fins a Trim (Meath) i pel Nord fins a Kells. Alguns dels townlands del districte tenen avui dia nom anglès i fins i tot francès.
La zona després de la qual es trobava «La palissada» consistia en terrenys fèrtils i plans, facilitant la tasca de defensa de la guarnició. A través del comerç i de l'administració, una versió de la llengua anglesa es va convertir en la llengua oficial de facto de la regió. El seu derivat modern més proper és l'accent que tenen els nadius de la província de Fingal. Fins al segle XV fou l'únic sector d'Irlanda sota l'autoritat del rei anglès. La resta dels senyorius de l'illa es limitaven a pagar un tribut a la corona com a tot reconeixement a l'autoritat anglesa. La situació no va canviar fins a la conquesta del ducat de Kildare per part de la casa Tudor.

## Etimologia

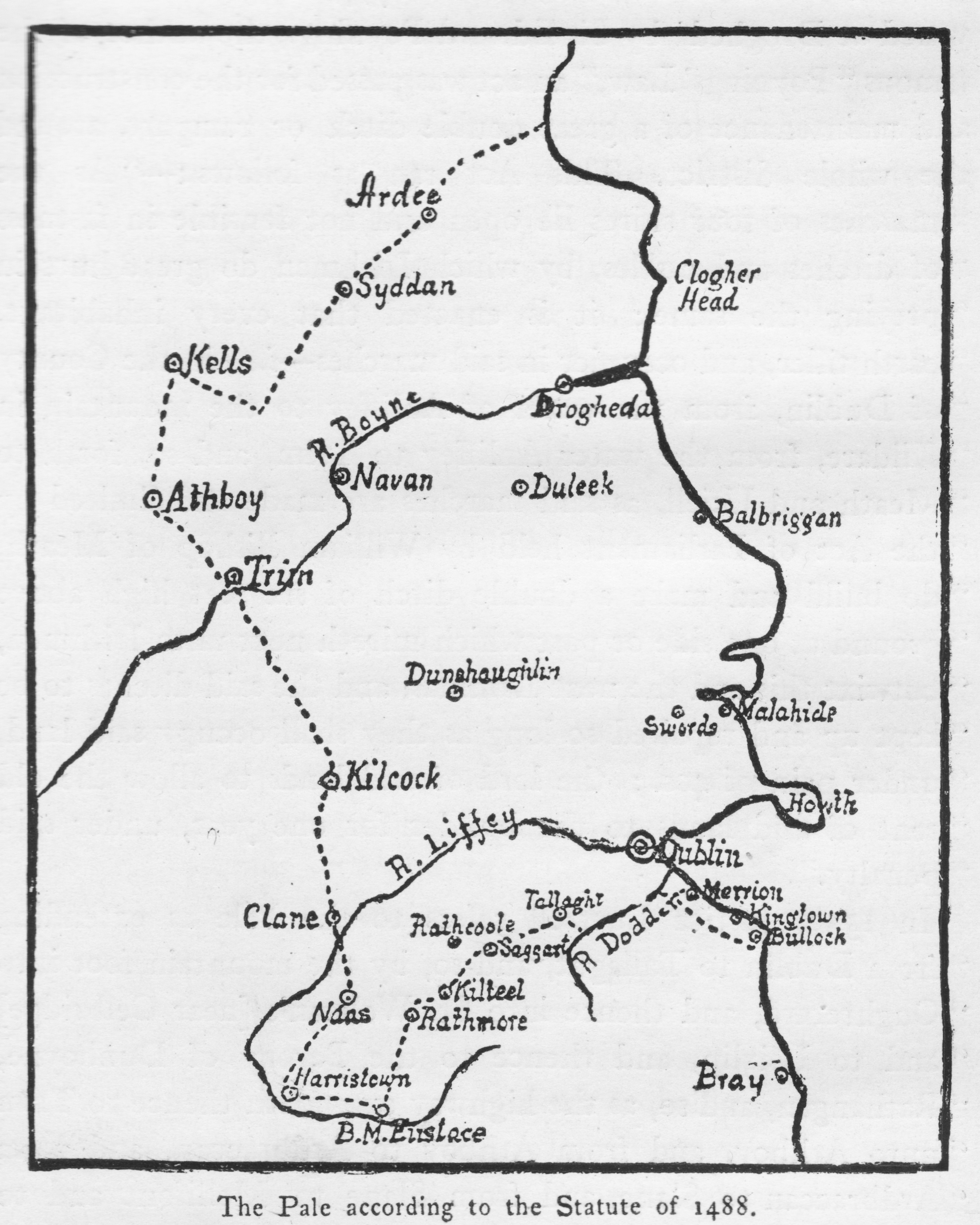
La Palissada - Segons l'Estatut de 1488

La paraula Pale deriva del vocable llatí Palus, que significa estaca. D'aquí prové el significat figuratiu de límit i, eventualment, la frase «Després de l'estacada», també derivada del concepte de límit, era la idea d'una estacada o palissada, com una zona dins de la qual les lleis locals eren vàlides. Així com la «palissada a Irlanda», el terme també s'aplicava a diversos altres assentaments anglesos, com per exemple la Pale of Settlement («palissada d'assentament», en rus: Черта́ осе́длости, chertá osédlosti, en jiddisch דער תּחום-המושבֿ der tkhum-ha-moyshəv, en hebreu: תְּחוּם הַמּוֹשָב‎, tḥùm ha-mosháv), que consistia en una àrea a l'oest de la Rússia imperial on als jueus se'ls permetia residir.

## Història
La invasió normanda dirigida per Enric II li va suposar a l'illa d'Irlanda un terrabastall d'importància, perquè fou el començament d'una llarga sèrie d'incursions militars que va mantenir a Irlanda sota l'assetjament i domini anglès durant vuit segles. Una vegada que va finalitzar la invasió que va començar en 1169, els «cavallers normands», i els seus súbdits, provinents en la seva majoria de Gal·les i Cornualla, van assimilar la cultura del país a la majoria de l'illa. Els «senyors normands» de les províncies van desenvolupar un sistema feudal totalment autònom, comportant-se com a reis als territoris sota la seva autoritat, i dictant els seus propis codis de lleis, tal com havien fet els terratinents gaèlics anteriorment. Com a excepció a aquest procés d'assimilació, el territori al voltant de Dublín mancava de terratinent que el governés, per la qual cosa va passar directament sota control de la corona anglesa. No obstant això, el seu poder es va veure enormement afeblit per la Guerra dels Cent Anys i la Guerra de les Dues Roses, per la qual cosa a manera de fer valer llur autoritat sobre els colons, en 1366 van crear un parlament que es va assentar a Drogheda, fins que els Tudor van mostrar un renovat interès de la corona pels assumptes irlandesos i el van recol·locar en Dublín, per posteriorment establir des d'ell uns estatuts prohibitius: prohibició de l'exogàmia entre colones i nadius, així com l'ús de la llengua irlandesa, de l'adopció de vestimenta gaèlica i d'altres costums típics d'Irlanda. Tanmateix la mesura mai va arribar a establir-se completament amb èxit, fins i tot en la mateixa palissada, ja que aquesta era la primera expansió de Dublín cap a una zona coneguda com a Irishtown. Posteriorment, ja en 1641, els irlandesos es van alçar contra els anglesos, arribant a formar una xarxa d'aliances amb els terratinents veïns autòctons per fer front als colonitzadors.

## Fortificació
La frontera consistia essencialment en una rasa fortificada i un baluard construït al voltant de les seccions medievals dels comtats de Louth, Meath, Dublín i Kildare, deixant la meitat de Meath, la major part de Kildare i el sud-oest de Dublín fora de la palissada.
La següent descripció prové de la Parròquia de Taney: Història de Dundrum, prop de Dublín i el seu veïnat.
| « | En el període immediatament posterior a l'assentament normand es va construir la barrera, coneguda com La palissada, separant les terres ocupades pels colons de les quals romanien en mans dels nadius. Aquesta barrera va consistir en una muralla alçada uns deu o dotze peus del sòl, coberta d'espines i estaques en la part exterior. No es va construir amb la intenció de mantenir als nadius fora, sinó com a obstacle que destorbés en els intents d'assalt al castell dels colons i així poder tenir temps per a un eventual rescat. L'estacada començava a Dalkey, i continuava fins a Southwesterly dirigint-se a Kilternan; després es dirigia cap al Nord passant per Kilgobbin, on encara hi ha un castell. Creuava la parròquia de Taney cap al Sud fins a la part de les terres de Balally, ara anomenades Moreen, i d'allí en adreça cap a l'oest de Tallaght, continuant fins a Naas al comtat de Kildare. En la muralla fronterera amb Moreen encara pot veure's una petita torre vigia i les restes confrontants de la casa del vigilant. Des d'aquest punt, una fogata en el far llançava el senyal d'alarma que arribava tan lluny com a Tallaght, on hi havia un castell important. En el 2008 encara pot veure's una part de l'estacada a Kildare entre Clane i l'institut Clongowes Wood a Sallins. | » |

Dins dels seus confinis, l'aristocràcia, gents i comerciants, vivien la vida sense diferència dels seus homòlegs a Anglaterra, tret que ho feien sota el constant temor de ser atacats pels irlandesos.

## La fi de la palissada

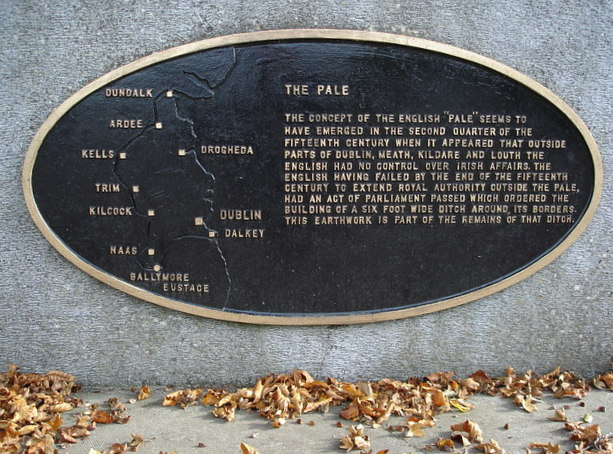
Placa moderna vora Ballymore Eustace commemorant la fi de la palissada.

Finalment, després dels segles xvi i xvii, i especialment després de la reforma anglicana i de la colonització de l'Ulster, els colons es van assimilar gradualment a la nació irlandesa, en gran part a causa de la seva relativa resistència a renunciar al catolicisme romà (aquells que es van mantenir protestants van ser recompensats amb un estatus superior). Van mantenir la seva pròpia versió de la llengua anglesa, que tenia influències còrniques en la major part. De fet se'ls van unir altres anglesos catòlics que fugien de la persecució de la que eren objecte per part de la reina Elisabet I i els seus successors. (Fins i tot en el segle xix, Leinster tenia uns pocs parlants de gaèlic). Aquesta prominent massa de parlants d'anglès de classe mitjana i baixa, juntament amb el rebuig de la classe ascendent protestant, va suposar la major part de l'ímpetu per desplaçar el parlar celta de la població irlandesa. Tanmateix molts d'ells van contribuir al renaixement de la literatura gaèlica, com Pierce Ferriter i Geoffrey Keating. Christopher Nugent, 6è baró Delvin, va escriure una cartilla en gaèlic per a Elisabet I.